# Etiracetam
Etiracetam [(RS)-α-etil-(2-oxo-1-pirrolidinil)acetamida] es un fármaco nootrópico de la familia racetam. Es un mezcla racémica análoga del piracetam; es la forma biológicamente activa del enantiómero del levetiracetam.  Fue extraída por C. Giurgea et al. en 1984 para UCB Pharma, en Bélgica) y su (S)-isómero en 1985.

## Química
| Osobina                        | Vrednost |
| ------------------------------ | -------- |
| Aceptores de hidrógeno         | 3        |
| Donantes de hidrógeno          | 2        |
| Conexiones rotacionales        | 3        |
| Coeficiente de reparto (ALogP) | 0,4      |
| Solubilidad (logS, log(mol/L)) | 0,1      |
| Superficie polar (PSA, Å2)     | 64,4     |